# Liste der Baudenkmäler in Edling
Auf dieser Seite sind die Baudenkmäler in der oberbayerischen Gemeinde Edling zusammengestellt. Diese Tabelle ist eine Teilliste der Liste der Baudenkmäler in Bayern. Grundlage ist die Bayerische Denkmalliste, die auf Basis des Bayerischen Denkmalschutzgesetzes vom 1. Oktober 1973 erstmals erstellt wurde und seither durch das Bayerische Landesamt für Denkmalpflege geführt wird. Die folgenden Angaben ersetzen nicht die rechtsverbindliche Auskunft der Denkmalschutzbehörde.

## Baudenkmäler nach Ortsteilen

### Edling
| Lage                              | Objekt                               | Beschreibung | Akten-Nr.              | Bild                                 |
| --------------------------------- | ------------------------------------ | --- | ---------------------- | ------------------------------------ |
| Albachinger Straße 6 a (Standort) | Wohnhaus                             | eingeschossiger Satteldachbau über hohem Sockelgeschoss mit holzverschaltem Giebel, eingezogener Giebellaube und zweiseitig umlaufender Veranda, im Heimatstil, um 1924.                        | D-1-87-124-32          | BW                                   |
| Hauptstraße 20 (Standort)         | Katholische Pfarrkirche St. Cyriacus | neubarocker Saalbau mit eingezogenem Chor, im Kern spätgotisch, Anfang 18. Jahrhundert barockisiert, Neubau des Langhauses durch den Münchner Architekten Joseph Elsner, 1898; mit Ausstattung. | D-1-87-124-1 Wikidata  | weitere Bilder                       |
| Hauptstraße 27 (Standort)         | Pfarrhaus                            | zweigeschossig mit Schopfwalmdach, erbaut 1808; mit Ausstattung. | D-1-87-124-2 Wikidata  | Pfarrhaus                            |
| Lärchenstraße 12 (Standort)       | Wohnteil des ehemaligen Bauernhauses | eineinhalbgeschossiger Blockbau mit Flachsatteldach, 17. Jahrhundert | D-1-87-124-4 Wikidata  | Wohnteil des ehemaligen Bauernhauses |
| Nähe Hochhauser Weiher (Standort) | Wegkapelle                           | Satteldachbau mit Spitzbogenfenstern und Putzgliederung, Ende 19. Jahrhundert; mit Ausstattung; nördlich des Orts.                                                                              | D-1-87-124-7 Wikidata  | weitere Bilder                       |
| Pfarrer-Huber-Weg 2 (Standort)    | Stadel                               | Bundwerkstadel mit Flachsatteldach und Resten alter Bemalung, bezeichnet 1809. | D-1-87-124-3 Wikidata  | Stadel                               |
| Raiffeisenstraße (Standort)       | Wasserturm                           | mehrgeschossiger Betonbau auf quadratischem Grundriss mit auskragender holzverschalter Wasserstube, bez. 1926                                                                                   | D-1-87-124-31 Wikidata | BW                                   |
| Raiffeisenstraße 1 (Standort)     | Bauernhaus                           | Einfirsthof, zweigeschossiger Flachsatteldachbau, Wohnteil mit Putzgliederung, Fresken und Hochlaube, Wirtschaftsteil mit Bundwerk, bezeichnet 1822.                                            | D-1-87-124-5 Wikidata  | Bauernhaus                           |
| Raiffeisenstraße 4 (Standort)     | Bauernhaus                           | Einfirsthof, zweigeschossiger Flachsatteldachbau mit Stichbogenfenstern und Putzgliederungen, um 1870/80.                                                                                       | D-1-87-124-28 Wikidata | Bauernhaus                           |
| Raiffeisenstraße 13 (Standort)    | Wohnteil des ehemaligen Bauernhauses | sogenanntes Krippnerhaus, zweigeschossiger Blockbau mit Flachsatteldach, umlaufender Laube und Hochlaube, 18. Jahrhundert                                                                       | D-1-87-124-6 Wikidata  | Wohnteil des ehemaligen Bauernhauses |

### Attelthal
| Lage                      | Objekt                                        | Beschreibung | Akten-Nr.              | Bild |
| ------------------------- | --------------------------------------------- | --- | ---------------------- | ---- |
| Attelthal 2 (Standort)    | Bauernhaus                                    | Einfirsthof, zweigeschossiger Flachsatteldachbau mit Bundwerk am Wirtschaftsteil, um 1800. | D-1-87-124-8 Wikidata  | BW   |
| Attelthal 3 (Standort)    | Ökonomiegebäude des ehemaligen Klosters Attel | zweigeschossiger Halbwalmdachbau mit Putzgliederung, Ende 18. Jahrhundert | D-1-87-124-9 Wikidata  | BW   |
| Attelthal 7 (Standort)    | Ehemaliges Kleinbauernhaus                    | zweigeschossiger Flachsatteldachbau mit Hochlaube, Giebel- und Traufbundwerk, Ende 18. Jahrhundert | D-1-87-124-10 Wikidata | BW   |
| Attelthal 21 (Standort)   | Ehemaliges Kleinbauernhaus                    | zweigeschossiger Flachsatteldachbau mit teils wohl verputztem Blockbauobergeschoss, Giebel- und Traufbundwerk, Ende 18. Jahrhundert | D-1-87-124-11 Wikidata | BW   |
| Attelthal 26 a (Standort) | Wohnstallhaus                                 | zweigeschossiger Flachsatteldachbau mit Unterfirst und Houdibock, Trauflaube und Bundwerk am Wirtschaftsteil, um 1800, gemauerter Stalleinbau, Mitte 19. Jahrhundert nicht nachqualifiziert, im Bayerischen Denkmal-Atlas nicht kartiert | D-1-87-124-29          | BW   |

### Brandstätt
| Lage                    | Objekt             | Beschreibung | Akten-Nr.              | Bild           |
| ----------------------- | ------------------ | --- | ---------------------- | -------------- |
| Brandstätt 5 (Standort) | Schloss Brandstätt | dreigeschossiger Satteldachbau mit westlichem Anbau, Architekturmalerei, Wiederaufbau 1666 auf älterer Grundlage. | D-1-87-124-12 Wikidata | weitere Bilder |

### Daburg
| Lage                | Objekt     | Beschreibung                                                                                                 | Akten-Nr.              | Bild |
| ------------------- | ---------- | --- | ---------------------- | ---- |
| Daburg 4 (Standort) | Bauernhaus | Einfirsthof, zweigeschossiger Flachsatteldachbau mit Bundwerk am Wirtschaftsteil, 1. Drittel 19. Jahrhundert | D-1-87-124-13 Wikidata | BW   |

### Felling
| Lage                 | Objekt | Beschreibung | Akten-Nr.              | Bild |
| -------------------- | ------ | --- | ---------------------- | ---- |
| Felling 2 (Standort) | Stadel | zweigeschossiger Massivbau mit Flachsatteldach und Bundwerk, Mitte 19. Jahrhundert; giebelseitig in Rundbogennische Kruzifix, sogenanntes Franzosenkreuz, hölzerner Corpus Christi mit Maria und zwei Votivtafeln, nach 1800. | D-1-87-124-14 Wikidata | BW   |

### Fürholzen
| Lage                   | Objekt      | Beschreibung                                                                                     | Akten-Nr.              | Bild |
| ---------------------- | ----------- | ------------------------------------------------------------------------------------------------ | ---------------------- | ---- |
| Fürholzen 1 (Standort) | Flurkapelle | kleiner Satteldachbau mit Spitzbogenfenstern, 2. Hälfte 19. Jahrhundert; östlich von Haus Nr. 1. | D-1-87-124-16 Wikidata | BW   |

### Hart
| Lage                                     | Objekt       | Beschreibung | Akten-Nr.              | Bild           |
| ---------------------------------------- | ------------ | --- | ---------------------- | -------------- |
| Hart 6, 6 a, 6 b, 6 c, 6 d, 7 (Standort) | Schloss Hart | zweigeschossiger Satteldachbau mit Putzgliederung, hofseitig zweigeschossige Arkaden, dreigeschossiger, oktogonaler Turm mit Zwiebelhaube, zweigeschossiger Standerker mit Zeltdach sowie Schlosskapelle, um 1640, um 1900 verändert; Schlossökonomie, zweigeschossige Satteldachbauten mit teils Segmentbogenfenstern und Putzgliederung, im Kern wohl 17. Jahrhundert, Umbau um 1900, in drei Seiten den Wirtschaftshof einschließend, durch Torbauten mit dem Schloss verbunden; mit Ausstattung. | D-1-87-124-17 Wikidata | weitere Bilder |

### Obersteppach
| Lage                      | Objekt         | Beschreibung | Akten-Nr.              | Bild |
| ------------------------- | -------------- | --- | ---------------------- | ---- |
| Obersteppach 4 (Standort) | Getreidekasten | erdgeschossiger Blockbau, wohl 2. Hälfte 17. Jahrhundert, von jüngerem Stadel überbaut. nicht nachqualifiziert, im Bayerischen Denkmal-Atlas nicht kartiert | D-1-87-124-18 Wikidata | BW   |

### Oberunterach
| Lage                                | Objekt     | Beschreibung | Akten-Nr.              | Bild |
| ----------------------------------- | ---------- | --- | ---------------------- | ---- |
| In der Flur Oberunterach (Standort) | Hofkapelle | Satteldachbau mit stark profiliertem Gesims, um 1800, im späten 19. Jahrhundert zur Lourdeskapelle umgebaut; mit Ausstattung. | D-1-87-124-19 Wikidata | BW   |

### Ramsau
| Lage                | Objekt                | Beschreibung                                                                            | Akten-Nr.              | Bild |
| ------------------- | --------------------- | --------------------------------------------------------------------------------------- | ---------------------- | ---- |
| Ramsau 2 (Standort) | Ehemaliges Bauernhaus | Einfirsthof, Flachsatteldachbau mit Blockbauobergeschoss und Hochlaube, 18. Jahrhundert | D-1-87-124-20 Wikidata | BW   |

### Roßhart
| Lage                   | Objekt     | Beschreibung | Akten-Nr.              | Bild |
| ---------------------- | ---------- | --- | ---------------------- | ---- |
| Roßhart 9 a (Standort) | Bauernhaus | Einfirsthof, zweigeschossiger Flachsatteldachbau mit Blockbauobergeschoss und giebelseitigem Malschrot, 2. Hälfte 18. Jahrhundert                                          | D-1-87-124-21 Wikidata | BW   |
| Roßhart 10 (Standort)  | Bauernhaus | Einfirsthof, zweigeschossiger Flachsatteldachbau mit Gurtgesims, Rundbogenöffnungen im Giebel und profilierten Balkenköpfen, am Wirtschaftsteil Bundwerk, bezeichnet 1855. | D-1-87-124-22 Wikidata | BW   |

### Rudering
| Lage                       | Objekt                | Beschreibung | Akten-Nr.              | Bild |
| -------------------------- | --------------------- | --- | ---------------------- | ---- |
| Rudering 1, 1 a (Standort) | Ehemaliges Bauernhaus | Einfirsthof, zweigeschossiger Flachsatteldachbau mit Blockbauobergeschoss, verschalter Hochlaube und traufseitiger Laube, bezeichnet 1766, Wirtschaftsteil modern ausgebaut; Stadel, Bundwerkstadel mit Flachsatteldach, 18. Jahrhundert | D-1-87-124-23 Wikidata | BW   |

### Schäching
| Lage                        | Objekt     | Beschreibung | Akten-Nr.              | Bild |
| --------------------------- | ---------- | --- | ---------------------- | ---- |
| Lärchenstraße 28 (Standort) | Bauernhaus | Einfirsthof, zweigeschossiger Flachsatteldachbau mit Segmentbogenfenstern, Putzgliederungen und geschnitzter neugotischer Haustür, 3. Viertel 19. Jahrhundert | D-1-87-124-24 Wikidata | BW   |

### Weidachmühle
| Lage                      | Objekt                               | Beschreibung                                                                                                   | Akten-Nr.              | Bild |
| ------------------------- | ------------------------------------ | --- | ---------------------- | ---- |
| Weidachmühle 1 (Standort) | Wohnteil des ehemaligen Bauernhauses | Flachsatteldachbau mit Blockbauobergeschoss, Bundwerkgiebel und traufseitiger Laube, 2. Hälfte 18. Jahrhundert | D-1-87-124-25 Wikidata | BW   |
| Weidachmühle 2 (Standort) | Hofkapelle                           | Satteldachbau mit Spitzbogenfenstern und Dachreiter, 3. Viertel 19. Jahrhundert                                | D-1-87-124-26 Wikidata | BW   |

### Wolfrain
| Lage                  | Objekt      | Beschreibung | Akten-Nr.              | Bild |
| --------------------- | ----------- | --- | ---------------------- | ---- |
| Wolfrain 2 (Standort) | Parallelhof | ehemaliges Wohnstallhaus, zweigeschossiger Flachsatteldachbau mit Blockbauobergeschoss und Giebelbundwerk, Ende 18. Jahrhundert; Stadel, Flachsatteldachbau in Ziegelbauweise mit Rundbogenöffnungen und traufseitigem Bundwerk, Mitte 19. Jahrhundert; Brechhütte mit Bundwerkgiebel, 1. Hälfte 19. Jahrhundert; südlich des Hofes. | D-1-87-124-27 Wikidata | BW   |